# Christian Ouellet
Pour les articles homonymes, voir Ouellet.
Christian Ouellet (né le 22 avril 1934 à Montréal et mort le 21 décembre 2021 à Iron Hill) est un homme politique canadien. 
Il a été député à la Chambre des communes du Canada de 2006 à 2011, représentant la circonscription québécoise de Brome-Missisquoi sous la bannière du Bloc québécois.

## Biographie
Membre de l'Ordre des architectes du Québec à partir de 1969, Christian Ouellet complète une maîtrise en science (Building) à l'université de Manchester en Angleterre de 1972 à 1975. Il enseigne l'architecture dans les années 1970 à l'Université de Montréal et à l'Université du Québec à Montréal avant de retourner à la simple pratique en 1982. L'année précédente, il fonde le groupe Québec Solaire avant d'assumer quelques années plus tard la présidence de la Solar Energy Society of Canada (1989-1993).
Dans les années 1990, il est membre et militant actif au sein du Bloc Québécois dans Brome—Missisquoi. Candidat défait de peu aux élections fédérales de 2004, il mène une longue campagne jusqu'à l'élection de 2006 où il l'emporte contre le vétéran député libéral Denis Paradis.
Il est le porte-parole du Bloc Québécois en matière de logement social depuis 2006 et porte-parole adjoint en matière de ressources naturelles depuis le début 2007.
À l'élection du 14 octobre 2008, l'ancien ministre libéral et ancien député de Brome-Missisquoi, Denis Paradis, tente de reconquérir son siège. Christian Ouellet obtient 35,2 % des suffrages et l'emporte avec une majorité de 1 225 voix.
Il ne se représente pas à l'élection de 2011.